# Stazione di Ciempozuelos
La stazione di Ciempozuelos è una stazione ferroviaria a servizio dell'omonimo comune, sulla linea Madrid - Valencia.
Forma parte della linea C3 delle Cercanías di Madrid.
Si trova in avenida de San Juan de Dios, nel comune di Ciempozuelos, a sud di Madrid.

## Storia
La stazione è stata inaugurata il 9 febbraio 1851 con l'apertura della linea Madrid - Aranjuez.